# U-21-Handball-Weltmeisterschaft 2017
Die U-21-Handball-Weltmeisterschaft der Männer wurde vom 18. Juli bis 30. Juli 2017 in Algerien ausgetragen. Veranstalter war die Internationale Handballföderation (IHF). Weltmeister wurde Spanien, welches das Finale gegen Dänemark 39:38 nach Verlängerung gewann.

## Teilnehmende Mannschaften
Als Gastgeber des Turniers war  Algerien automatisch qualifiziert.  Frankreich war als Gewinner der U-19-Handball-Weltmeisterschaft 2015 qualifiziert, sowie  Spanien als Gewinner der U-20-Handball-Europameisterschaft der Männer 2016 und  Deutschland als Zweitplatzierter. Für Burkina Faso war es die erste Teilnahme an einer Weltmeisterschaft.
| Europa | Amerika                           | Ozeanien | Afrika                                                   | Asien                              |
| --- | --------------------------------- | -------- | -------------------------------------------------------- | ---------------------------------- |
| - Dänemark - Deutschland - Färöer - Frankreich - Island - Kroatien - Mazedonien - Norwegen - Russland - Schweden - Slowenien - Spanien - Ungarn | - Argentinien - Brasilien - Chile |          | - Algerien - Ägypten - Burkina Faso - Marokko - Tunesien | - Katar - Saudi-Arabien - Südkorea |

## Spielplan

### Vorrunde

#### Wertungskriterien
Bei den Vorrundenspielen handelte es sich um Punktspiele. Dabei bekam die Mannschaft pro Sieg 2 Punkte und bei einem Unentschieden 1 Punkt. Keine Punkte gab es bei einer Niederlage.
Bei Punktgleichheit von zwei oder mehr Mannschaften entschieden nach Abschluss der Vorrunde folgende Kriterien über die Platzierung:
1. höhere Anzahl Punkte in den Direktbegegnungen der punktgleichen Teams;
2. bessere Tordifferenz in den Direktbegegnungen der punktgleichen Teams;
3. höhere Anzahl Tore in den Direktbegegnungen der punktgleichen Teams;
4. bessere Tordifferenz aus allen Gruppenspielen;
5. höhere Anzahl Tore aus allen Gruppenspielen;
6. das Los.

Legende

#### Gruppe A
| Pl. | Land        | Sp. | S | U | N | Tore      | Diff. | Punkte |
| --- | ----------- | --- | - | - | - | --------- | ----- | ------ |
| 1.  | Deutschland | 5   | 5 | 0 | 0 | 0185:1280 | +57   | 10     |
| 2.  | Norwegen    | 5   | 4 | 0 | 1 | 0160:1220 | +38   | 8      |
| 3.  | Ungarn      | 5   | 3 | 0 | 2 | 0154:1320 | +22   | 6      |
| 4.  | Färöer      | 5   | 2 | 0 | 3 | 0126:1450 | −19   | 4      |
| 5.  | Südkorea    | 5   | 1 | 0 | 4 | 0151:1760 | −25   | 2      |
| 6.  | Chile       | 5   | 0 | 0 | 5 | 0121:1940 | −73   | 0      |

| 18. Juli 2017 10:00 Uhr | Deutschland            | 25:21        | Ungarn               | La Coupole D'Alger Arena, Chéraga Zuschauer: 200 Schiedsrichter: Brkic/Jusufh |
| 18. Juli 2017 10:00 Uhr | meiste Tore: Mertens 8 | (11:12)      | meiste Tore: Győri 6 | La Coupole D'Alger Arena, Chéraga Zuschauer: 200 Schiedsrichter: Brkic/Jusufh |
| 18. Juli 2017 10:00 Uhr | Strafen: 2× 8× 1×      | Spielbericht | Strafen: 2× 6×       | La Coupole D'Alger Arena, Chéraga Zuschauer: 200 Schiedsrichter: Brkic/Jusufh |

| 18. Juli 2017 12:00 Uhr | Norwegen                 | 31:29        | Südkorea              | La Coupole D'Alger Arena, Chéraga Zuschauer: 200 Schiedsrichter: Volodkov/Zotin |
| 18. Juli 2017 12:00 Uhr | meiste Tore: Gulliksen 8 | (13:13)      | meiste Tore: Y. Kim 8 | La Coupole D'Alger Arena, Chéraga Zuschauer: 200 Schiedsrichter: Volodkov/Zotin |
| 18. Juli 2017 12:00 Uhr | Strafen: 4× 3×           | Spielbericht | Strafen: 2× 3×        | La Coupole D'Alger Arena, Chéraga Zuschauer: 200 Schiedsrichter: Volodkov/Zotin |

| 18. Juli 2017 14:00 Uhr | Färöer                  | 31:28        | Chile                    | La Coupole D'Alger Arena, Chéraga Zuschauer: 200 Schiedsrichter: Belkhiri/Hamidi |
| 18. Juli 2017 14:00 Uhr | meiste Tore: Johansen 5 | (14:12)      | meiste Tore: Reinaldo 11 | La Coupole D'Alger Arena, Chéraga Zuschauer: 200 Schiedsrichter: Belkhiri/Hamidi |
| 18. Juli 2017 14:00 Uhr | Strafen: 3× 6×          | Spielbericht | Strafen: 1× 5×           | La Coupole D'Alger Arena, Chéraga Zuschauer: 200 Schiedsrichter: Belkhiri/Hamidi |

| 20. Juli 2017 16:00 Uhr | Ungarn               | 22:31        | Norwegen                    | La Coupole D'Alger Arena, Chéraga Zuschauer: 300 Schiedsrichter: Alves Rocha, Magalhaes Da Silva |
| 20. Juli 2017 16:00 Uhr | meiste Tore: Győri 6 | (13:20)      | meiste Tore: Schønningsen 6 | La Coupole D'Alger Arena, Chéraga Zuschauer: 300 Schiedsrichter: Alves Rocha, Magalhaes Da Silva |
| 20. Juli 2017 16:00 Uhr | Strafen: 2× 6×       | Spielbericht | Strafen: 3× 9×              | La Coupole D'Alger Arena, Chéraga Zuschauer: 300 Schiedsrichter: Alves Rocha, Magalhaes Da Silva |

| 20. Juli 2017 18:00 Uhr | Chile                   | 25:51        | Deutschland                                 | La Coupole D'Alger Arena, Chéraga Zuschauer: 300 Schiedsrichter: Almawt, Marhoon |
| 20. Juli 2017 18:00 Uhr | meiste Tore: Nicolas 11 | (10:26)      | meiste Tore: Mertens, Nothdurft, Gempp je 6 | La Coupole D'Alger Arena, Chéraga Zuschauer: 300 Schiedsrichter: Almawt, Marhoon |
| 20. Juli 2017 18:00 Uhr | Strafen: 3× 4× 1×       | Spielbericht | Strafen: 3×                                 | La Coupole D'Alger Arena, Chéraga Zuschauer: 300 Schiedsrichter: Almawt, Marhoon |

| 20. Juli 2017 20:00 Uhr | Südkorea                               | 27:28        | Färöer                  | La Coupole D'Alger Arena, Chéraga Zuschauer: 400 Schiedsrichter: A: Konjicanin, D. Konjicanin |
| 20. Juli 2017 20:00 Uhr | meiste Tore: J. Kim, D. Park, Lim je 4 | (12:16)      | meiste Tore: Jakobsen 6 | La Coupole D'Alger Arena, Chéraga Zuschauer: 400 Schiedsrichter: A: Konjicanin, D. Konjicanin |
| 20. Juli 2017 20:00 Uhr | Strafen: 2× 3×                         | Spielbericht | Strafen: 3×             | La Coupole D'Alger Arena, Chéraga Zuschauer: 400 Schiedsrichter: A: Konjicanin, D. Konjicanin |

| 21. Juli 2017 16:00 Uhr | Deutschland           | 48:33        | Südkorea              | La Coupole D'Alger Arena, Chéraga Zuschauer: 500 Schiedsrichter: Petursson, Sigurjonsson |
| 21. Juli 2017 16:00 Uhr | meiste Tore: Semper 9 | (25:13)      | meiste Tore: T. Kim 5 | La Coupole D'Alger Arena, Chéraga Zuschauer: 500 Schiedsrichter: Petursson, Sigurjonsson |
| 21. Juli 2017 16:00 Uhr | Strafen: 3× 8×        | Spielbericht | Strafen: 1× 4×        | La Coupole D'Alger Arena, Chéraga Zuschauer: 500 Schiedsrichter: Petursson, Sigurjonsson |

| 21. Juli 2017 18:00 Uhr | Norwegen                 | 29:23        | Färöer                  | La Coupole D'Alger Arena, Chéraga Zuschauer: 300 Schiedsrichter: Belkhiri, Hamidi |
| 21. Juli 2017 18:00 Uhr | meiste Tore: Gulliksen 6 | (15:8)       | meiste Tore: Jakobsen 7 | La Coupole D'Alger Arena, Chéraga Zuschauer: 300 Schiedsrichter: Belkhiri, Hamidi |
| 21. Juli 2017 18:00 Uhr | Strafen: 4×              | Spielbericht | Strafen: 1× 4×          | La Coupole D'Alger Arena, Chéraga Zuschauer: 300 Schiedsrichter: Belkhiri, Hamidi |

| 21. Juli 2017 20:00 Uhr | Ungarn              | 39:23        | Chile                  | La Coupole D'Alger Arena, Chéraga Zuschauer: 200 Schiedsrichter: Krichen, Makhlouf |
| 21. Juli 2017 20:00 Uhr | meiste Tore: Fekete | (18:13)      | meiste Tore: Nicolas 6 | La Coupole D'Alger Arena, Chéraga Zuschauer: 200 Schiedsrichter: Krichen, Makhlouf |
| 21. Juli 2017 20:00 Uhr | Strafen: 2× 3×      | Spielbericht | Strafen: 1× 3×         | La Coupole D'Alger Arena, Chéraga Zuschauer: 200 Schiedsrichter: Krichen, Makhlouf |

| 23. Juli 2017 16:00 Uhr | Norwegen              | 41:16        | Chile                                       | La Coupole D'Alger Arena, Chéraga Zuschauer: 350 Schiedsrichter: Akpatsa, Assignon |
| 23. Juli 2017 16:00 Uhr | meiste Tore: Hauane 9 | (17:11)      | meiste Tore: Nicolas, Aaron, Jose Luis je 3 | La Coupole D'Alger Arena, Chéraga Zuschauer: 350 Schiedsrichter: Akpatsa, Assignon |
| 23. Juli 2017 16:00 Uhr | Strafen: 2×           | Spielbericht | Strafen: 3×                                 | La Coupole D'Alger Arena, Chéraga Zuschauer: 350 Schiedsrichter: Akpatsa, Assignon |

| 23. Juli 2017 18:00 Uhr | Färöer                                                  | 21:29        | Deutschland                                      | La Coupole D'Alger Arena, Chéraga Zuschauer: 400 Schiedsrichter: Belkhiri, Hamidi |
| 23. Juli 2017 18:00 Uhr | meiste Tore: Hoydal, Egilsnes, Djurhuus, Rasmussen je 3 | (12:9)       | meiste Tore: Golla, Weissgerber, Michalczik je 5 | La Coupole D'Alger Arena, Chéraga Zuschauer: 400 Schiedsrichter: Belkhiri, Hamidi |
| 23. Juli 2017 18:00 Uhr | Strafen: 3× 5×                                          | Spielbericht | Strafen: 2× 6×                                   | La Coupole D'Alger Arena, Chéraga Zuschauer: 400 Schiedsrichter: Belkhiri, Hamidi |

| 23. Juli 2017 20:00 Uhr | Südkorea              | 30:40        | Ungarn                   | La Coupole D'Alger Arena, Chéraga Zuschauer: 300 Schiedsrichter: Krichen, Makhlouf |
| 23. Juli 2017 20:00 Uhr | meiste Tore: J. Kim 7 | (15:20)      | meiste Tore: Ligetvári 8 | La Coupole D'Alger Arena, Chéraga Zuschauer: 300 Schiedsrichter: Krichen, Makhlouf |
| 23. Juli 2017 20:00 Uhr | Strafen: 1× 2×        | Spielbericht | Strafen: 3× 12× 1×       | La Coupole D'Alger Arena, Chéraga Zuschauer: 300 Schiedsrichter: Krichen, Makhlouf |

| 24. Juli 2017 16:00 Uhr | Südkorea              | 32:29        | Chile                    | La Coupole D'Alger Arena, Chéraga Zuschauer: 400 Schiedsrichter: Belkhiri, Hamidi |
| 24. Juli 2017 16:00 Uhr | meiste Tore: J. Kim 8 | (19:14)      | meiste Tore: Jose Luis 6 | La Coupole D'Alger Arena, Chéraga Zuschauer: 400 Schiedsrichter: Belkhiri, Hamidi |
| 24. Juli 2017 16:00 Uhr | Strafen: 1× 3×        | Spielbericht | Strafen: 3× 6×           | La Coupole D'Alger Arena, Chéraga Zuschauer: 400 Schiedsrichter: Belkhiri, Hamidi |

| 24. Juli 2017 18:00 Uhr | Färöer                | 23:31        | Ungarn               | La Coupole D'Alger Arena, Chéraga Zuschauer: 400 Schiedsrichter: Alves Rocha, Magalhaes Da Silva |
| 24. Juli 2017 18:00 Uhr | meiste Tore: Hansen 5 | (12:18)      | meiste Tore: Győri 8 | La Coupole D'Alger Arena, Chéraga Zuschauer: 400 Schiedsrichter: Alves Rocha, Magalhaes Da Silva |
| 24. Juli 2017 18:00 Uhr | Strafen: 3× 5× 1×     | Spielbericht | Strafen: 2× 1×       | La Coupole D'Alger Arena, Chéraga Zuschauer: 400 Schiedsrichter: Alves Rocha, Magalhaes Da Silva |

| 24. Juli 2017 20:00 Uhr | Deutschland          | 32:28        | Norwegen                  | La Coupole D'Alger Arena, Chéraga Zuschauer: 800 Schiedsrichter: K. Gasmi, R. Gasmi |
| 24. Juli 2017 20:00 Uhr | meiste Tore: Golla 7 | (14:16)      | meiste Tore: Fredriksen 6 | La Coupole D'Alger Arena, Chéraga Zuschauer: 800 Schiedsrichter: K. Gasmi, R. Gasmi |
| 24. Juli 2017 20:00 Uhr | Strafen: 2× 4×       | Spielbericht | Strafen: 2× 5× 1×         | La Coupole D'Alger Arena, Chéraga Zuschauer: 800 Schiedsrichter: K. Gasmi, R. Gasmi |

#### Gruppe B
| Pl. | Land       | Sp. | S | U | N | Tore      | Diff. | Punkte |
| --- | ---------- | --- | - | - | - | --------- | ----- | ------ |
| 1.  | Frankreich | 5   | 4 | 1 | 0 | 0154:1200 | +34   | 9      |
| 2.  | Slowenien  | 5   | 4 | 1 | 0 | 0145:1260 | +19   | 9      |
| 3.  | Dänemark   | 5   | 3 | 0 | 2 | 0147:1340 | +13   | 6      |
| 4.  | Schweden   | 5   | 2 | 0 | 3 | 0138:1430 | −5    | 4      |
| 5.  | Ägypten    | 5   | 1 | 0 | 4 | 0130:1540 | −24   | 2      |
| 6.  | Katar      | 5   | 0 | 0 | 5 | 0117:1540 | −37   | 0      |

| 18. Juli 2017 16:00 Uhr | Frankreich                | 36:30        | Ägypten              | La Coupole D'Alger Arena, Chéraga Zuschauer: 300 Schiedsrichter: Alves Rocha, Magalhaes Da Silva |
| 18. Juli 2017 16:00 Uhr | meiste Tore: Richardson 6 | (16:15)      | meiste Tore: Abdou 7 | La Coupole D'Alger Arena, Chéraga Zuschauer: 300 Schiedsrichter: Alves Rocha, Magalhaes Da Silva |
| 18. Juli 2017 16:00 Uhr | Strafen: 2×               | Spielbericht | Strafen: 3× 2×       | La Coupole D'Alger Arena, Chéraga Zuschauer: 300 Schiedsrichter: Alves Rocha, Magalhaes Da Silva |

| 18. Juli 2017 18:00 Uhr | Dänemark                     | 30:33        | Slowenien                              | La Coupole D'Alger Arena, Chéraga Zuschauer: 400 Schiedsrichter: Alvarez Mata, Bustamante Lopez |
| 18. Juli 2017 18:00 Uhr | meiste Tore: Augustinussen 8 | (11:15)      | meiste Tore: Vlah, Cvetko, Marguč je 7 | La Coupole D'Alger Arena, Chéraga Zuschauer: 400 Schiedsrichter: Alvarez Mata, Bustamante Lopez |
| 18. Juli 2017 18:00 Uhr | Strafen: 1× 7×               | Spielbericht | Strafen: 2× 7×                         | La Coupole D'Alger Arena, Chéraga Zuschauer: 400 Schiedsrichter: Alvarez Mata, Bustamante Lopez |

| 18. Juli 2017 20:00 Uhr | Katar                | 21:22        | Schweden               | La Coupole D'Alger Arena, Chéraga Zuschauer: 300 Schiedsrichter: Kursad, Ozdeniz |
| 18. Juli 2017 20:00 Uhr | meiste Tore: Dhiab 9 | (10:12)      | meiste Tore: Hansson 6 | La Coupole D'Alger Arena, Chéraga Zuschauer: 300 Schiedsrichter: Kursad, Ozdeniz |
| 18. Juli 2017 20:00 Uhr | Strafen: 2× 7× 1×    | Spielbericht | Strafen: 1× 6×         | La Coupole D'Alger Arena, Chéraga Zuschauer: 300 Schiedsrichter: Kursad, Ozdeniz |

| 19. Juli 2017 16:00 Uhr | Ägypten              | 20:26        | Dänemark                     | La Coupole D'Alger Arena, Chéraga Zuschauer: 300 Schiedsrichter: Volodkov, Zotin |
| 19. Juli 2017 16:00 Uhr | meiste Tore: Abdou 7 | (11:15)      | meiste Tore: Augustinussen 9 | La Coupole D'Alger Arena, Chéraga Zuschauer: 300 Schiedsrichter: Volodkov, Zotin |
| 19. Juli 2017 16:00 Uhr | Strafen: 2× 6×       | Spielbericht | Strafen: 3×                  | La Coupole D'Alger Arena, Chéraga Zuschauer: 300 Schiedsrichter: Volodkov, Zotin |

| 19. Juli 2017 18:00 Uhr | Schweden                                     | 28:31        | Frankreich         | La Coupole D'Alger Arena, Chéraga Zuschauer: 500 Schiedsrichter: Petursson, Sigurjonsson |
| 19. Juli 2017 18:00 Uhr | meiste Tore: Dahlin, Bogojevic, Jönsson je 5 | (19:19)      | meiste Tore: Mem 8 | La Coupole D'Alger Arena, Chéraga Zuschauer: 500 Schiedsrichter: Petursson, Sigurjonsson |
| 19. Juli 2017 18:00 Uhr | Strafen: 3× 4×                               | Spielbericht | Strafen: 2× 4×     | La Coupole D'Alger Arena, Chéraga Zuschauer: 500 Schiedsrichter: Petursson, Sigurjonsson |

| 19. Juli 2017 20:00 Uhr | Slowenien                     | 31:23        | Katar                | La Coupole D'Alger Arena, Chéraga Zuschauer: 300 Schiedsrichter: A. Konicanin, D. Konicanin |
| 19. Juli 2017 20:00 Uhr | meiste Tore: Vlah, Knavs je 6 | (15:12)      | meiste Tore: Heiba 8 | La Coupole D'Alger Arena, Chéraga Zuschauer: 300 Schiedsrichter: A. Konicanin, D. Konicanin |
| 19. Juli 2017 20:00 Uhr | Strafen: 3× 6×                | Spielbericht | Strafen: 2×          | La Coupole D'Alger Arena, Chéraga Zuschauer: 300 Schiedsrichter: A. Konicanin, D. Konicanin |

| 21. Juli 2017 10:00 Uhr | Frankreich           | 22:22        | Slowenien             | La Coupole D'Alger Arena, Chéraga Zuschauer: 400 Schiedsrichter: Jorum, Kleven |
| 21. Juli 2017 10:00 Uhr | meiste Tore: Lenne 6 | (12:12)      | meiste Tore: Cvetko 5 | La Coupole D'Alger Arena, Chéraga Zuschauer: 400 Schiedsrichter: Jorum, Kleven |
| 21. Juli 2017 10:00 Uhr | Strafen: 2×          | Spielbericht | Strafen: 2× 4×        | La Coupole D'Alger Arena, Chéraga Zuschauer: 400 Schiedsrichter: Jorum, Kleven |

| 21. Juli 2017 12:00 Uhr | Dänemark                                         | 36:26        | Katar                | La Coupole D'Alger Arena, Chéraga Zuschauer: 300 Schiedsrichter: Alves Rocha, Magalhaes Da Silva |
| 21. Juli 2017 12:00 Uhr | meiste Tore: Augustinussen, Møller, Mensing je 5 | (19:13)      | meiste Tore: Heiba 7 | La Coupole D'Alger Arena, Chéraga Zuschauer: 300 Schiedsrichter: Alves Rocha, Magalhaes Da Silva |
| 21. Juli 2017 12:00 Uhr | Strafen: 2× 3×                                   | Spielbericht | Strafen: 2× 1×       | La Coupole D'Alger Arena, Chéraga Zuschauer: 300 Schiedsrichter: Alves Rocha, Magalhaes Da Silva |

| 21. Juli 2017 14:00 Uhr | Ägypten             | 27:35        | Schweden               | La Coupole D'Alger Arena, Chéraga Zuschauer: 300 Schiedsrichter: Alvarez Mata, Bustamante Lopez |
| 21. Juli 2017 14:00 Uhr | meiste Tore: Omar 6 | (11:15)      | meiste Tore: Jönsson 9 | La Coupole D'Alger Arena, Chéraga Zuschauer: 300 Schiedsrichter: Alvarez Mata, Bustamante Lopez |
| 21. Juli 2017 14:00 Uhr | Strafen: 2× 6×      | Spielbericht | Strafen: 3× 2×         | La Coupole D'Alger Arena, Chéraga Zuschauer: 300 Schiedsrichter: Alvarez Mata, Bustamante Lopez |

| 22. Juli 2017 16:00 Uhr | Dänemark               | 33:25        | Schweden                       | La Coupole D'Alger Arena, Chéraga Zuschauer: 500 Schiedsrichter: Kursad, Ozdeniz |
| 22. Juli 2017 16:00 Uhr | meiste Tore: Møller 10 | (19:11)      | meiste Tore: Dahlin, Hansson 5 | La Coupole D'Alger Arena, Chéraga Zuschauer: 500 Schiedsrichter: Kursad, Ozdeniz |
| 22. Juli 2017 16:00 Uhr | Strafen: 3× 6×         | Spielbericht | Strafen: 3× 2×                 | La Coupole D'Alger Arena, Chéraga Zuschauer: 500 Schiedsrichter: Kursad, Ozdeniz |

| 22. Juli 2017 18:00 Uhr | Katar                                    | 18:35        | Frankreich              | La Coupole D'Alger Arena, Chéraga Zuschauer: 1000 Schiedsrichter: Brkic, Jusufhoduic |
| 22. Juli 2017 18:00 Uhr | meiste Tore: Heiba, Ahmed, Mohammad je 3 | (7:17)       | meiste Tore: Mocquais 7 | La Coupole D'Alger Arena, Chéraga Zuschauer: 1000 Schiedsrichter: Brkic, Jusufhoduic |
| 22. Juli 2017 18:00 Uhr | Strafen: 2× 1×                           | Spielbericht | Strafen: 1×             | La Coupole D'Alger Arena, Chéraga Zuschauer: 1000 Schiedsrichter: Brkic, Jusufhoduic |

| 22. Juli 2017 20:00 Uhr | Slowenien              | 28:23        | Ägypten              | La Coupole D'Alger Arena, Chéraga Zuschauer: 500 Schiedsrichter: Andorka, Hucker |
| 22. Juli 2017 20:00 Uhr | meiste Tore: Marguč 11 | (18:12)      | meiste Tore: Omar 11 | La Coupole D'Alger Arena, Chéraga Zuschauer: 500 Schiedsrichter: Andorka, Hucker |
| 22. Juli 2017 20:00 Uhr | Strafen: 3× 5×         | Spielbericht | Strafen: 2× 4× 1×    | La Coupole D'Alger Arena, Chéraga Zuschauer: 500 Schiedsrichter: Andorka, Hucker |

| 24. Juli 2017 10:00 Uhr | Slowenien             | 31:28        | Schweden               | La Coupole D'Alger Arena, Chéraga Zuschauer: 200 Schiedsrichter: Petursson, Sigurjonsson |
| 24. Juli 2017 10:00 Uhr | meiste Tore: Marguč 8 | (15:15)      | meiste Tore: Hansson 8 | La Coupole D'Alger Arena, Chéraga Zuschauer: 200 Schiedsrichter: Petursson, Sigurjonsson |
| 24. Juli 2017 10:00 Uhr | Strafen: 3× 6×        | Spielbericht | Strafen: 3× 4×         | La Coupole D'Alger Arena, Chéraga Zuschauer: 200 Schiedsrichter: Petursson, Sigurjonsson |

| 24. Juli 2017 12:00 Uhr | Katar                | 29:30        | Ägypten                   | La Coupole D'Alger Arena, Chéraga Zuschauer: 350 Schiedsrichter: A. Konjicanin, D. Konjicanin |
| 24. Juli 2017 12:00 Uhr | meiste Tore: Heiba 8 | (16:15)      | meiste Tore: Elbaghoury 6 | La Coupole D'Alger Arena, Chéraga Zuschauer: 350 Schiedsrichter: A. Konjicanin, D. Konjicanin |
| 24. Juli 2017 12:00 Uhr | Strafen: 2× 4×       | Spielbericht | Strafen: 2×               | La Coupole D'Alger Arena, Chéraga Zuschauer: 350 Schiedsrichter: A. Konjicanin, D. Konjicanin |

| 24. Juli 2017 14:00 Uhr | Frankreich         | 30:22        | Dänemark              | La Coupole D'Alger Arena, Chéraga Zuschauer: 500 Schiedsrichter: Alvarez Mata, Bustamante Lopez |
| 24. Juli 2017 14:00 Uhr | meiste Tore: Mem 7 | (12:9)       | meiste Tore: Møller 8 | La Coupole D'Alger Arena, Chéraga Zuschauer: 500 Schiedsrichter: Alvarez Mata, Bustamante Lopez |
| 24. Juli 2017 14:00 Uhr | Strafen: 3×        | Spielbericht | Strafen: 3× 2×        | La Coupole D'Alger Arena, Chéraga Zuschauer: 500 Schiedsrichter: Alvarez Mata, Bustamante Lopez |

#### Gruppe C
| Pl. | Land         | Sp. | S | U | N | Tore      | Diff. | Punkte |
| --- | ------------ | --- | - | - | - | --------- | ----- | ------ |
| 1.  | Spanien      | 5   | 5 | 0 | 0 | 0159:1050 | +54   | 10     |
| 2.  | Mazedonien   | 5   | 3 | 0 | 2 | 0157:1330 | +24   | 6      |
| 3.  | Tunesien     | 5   | 2 | 1 | 2 | 0161:1340 | +27   | 5      |
| 4.  | Russland     | 5   | 2 | 1 | 2 | 0145:1180 | +27   | 5      |
| 5.  | Brasilien    | 5   | 2 | 0 | 3 | 0137:1260 | +11   | 4      |
| 6.  | Burkina Faso | 5   | 0 | 0 | 5 | 075:2180  | −143  | 0      |

| 18. Juli 2017 10:00 Uhr | Spanien                     | 29:21        | Brasilien                       | Hacène Harcha Arena, Algier Zuschauer: 500 Schiedsrichter: K. Gasmi, R. Gasmi |
| 18. Juli 2017 10:00 Uhr | meiste Tore: Gómez Abelló 7 | (15:9)       | meiste Tore: Abrahão Silveira 8 | Hacène Harcha Arena, Algier Zuschauer: 500 Schiedsrichter: K. Gasmi, R. Gasmi |
| 18. Juli 2017 10:00 Uhr | Strafen: 3× 4×              | Spielbericht | Strafen: 1× 7× 1×               | Hacène Harcha Arena, Algier Zuschauer: 500 Schiedsrichter: K. Gasmi, R. Gasmi |

| 18. Juli 2017 12:00 Uhr | Tunesien              | 50:17        | Burkina Faso           | Hacène Harcha Arena, Algier Zuschauer: 500 Schiedsrichter: Almawt, Marhoon |
| 18. Juli 2017 12:00 Uhr | meiste Tore: Gouri 13 | (23:7)       | meiste Tore: Nadziga 5 | Hacène Harcha Arena, Algier Zuschauer: 500 Schiedsrichter: Almawt, Marhoon |
| 18. Juli 2017 12:00 Uhr | Strafen: 3×           | Spielbericht | Strafen: 1× 7× 1×      | Hacène Harcha Arena, Algier Zuschauer: 500 Schiedsrichter: Almawt, Marhoon |

| 18. Juli 2017 14:00 Uhr | Mazedonien                | 29:22        | Russland                               | Hacène Harcha Arena, Algier Zuschauer: 2000 Schiedsrichter: Andorka, Hucker |
| 18. Juli 2017 14:00 Uhr | meiste Tore: Arsenovski 7 | (10:11)      | meiste Tore: Sinizyn, Maslennikow je 5 | Hacène Harcha Arena, Algier Zuschauer: 2000 Schiedsrichter: Andorka, Hucker |
| 18. Juli 2017 14:00 Uhr | Strafen: 2× 4× 2×         | Spielbericht | Strafen: 1× 4×                         | Hacène Harcha Arena, Algier Zuschauer: 2000 Schiedsrichter: Andorka, Hucker |

| 20. Juli 2017 16:00 Uhr | Brasilien                     | 36:29        | Tunesien              | Hacène Harcha Arena, Algier Zuschauer: 400 Schiedsrichter: Brkic, Jusufhodzic |
| 20. Juli 2017 16:00 Uhr | meiste Tore: Dutra Ferreira 9 | (18:11)      | meiste Tore: Zaied 10 | Hacène Harcha Arena, Algier Zuschauer: 400 Schiedsrichter: Brkic, Jusufhodzic |
| 20. Juli 2017 16:00 Uhr | Strafen: 2× 5×                | Spielbericht | Strafen: 3×           | Hacène Harcha Arena, Algier Zuschauer: 400 Schiedsrichter: Brkic, Jusufhodzic |

| 20. Juli 2017 18:00 Uhr | Russland               | 26:31        | Spanien                          | Hacène Harcha Arena, Algier Zuschauer: 300 Schiedsrichter: Petursson, Sigurjonsson |
| 20. Juli 2017 18:00 Uhr | meiste Tore: Daschko 8 | (15:17)      | meiste Tore: Odriozola Yeregui 8 | Hacène Harcha Arena, Algier Zuschauer: 300 Schiedsrichter: Petursson, Sigurjonsson |
| 20. Juli 2017 18:00 Uhr | Strafen: 3× 2×         | Spielbericht | Strafen: 3× 5×                   | Hacène Harcha Arena, Algier Zuschauer: 300 Schiedsrichter: Petursson, Sigurjonsson |

| 20. Juli 2017 20:00 Uhr | Burkina Faso                | 20:48        | Mazedonien                 | Hacène Harcha Arena, Algier Zuschauer: 450 Schiedsrichter: Kurtagic, Wetterwik |
| 20. Juli 2017 20:00 Uhr | meiste Tore: Tiendrebeogo 7 | (8:23)       | meiste Tore: Dimitrioski 8 | Hacène Harcha Arena, Algier Zuschauer: 450 Schiedsrichter: Kurtagic, Wetterwik |
| 20. Juli 2017 20:00 Uhr | Strafen: 4× 2×              | Spielbericht | Strafen: 2× 3×             | Hacène Harcha Arena, Algier Zuschauer: 450 Schiedsrichter: Kurtagic, Wetterwik |

| 21. Juli 2017 14:00 Uhr | Brasilien            | 20:23        | Russland                                | Hacène Harcha Arena, Algier Zuschauer: 200 Schiedsrichter: Kurtagic, Wetterwik |
| 21. Juli 2017 14:00 Uhr | meiste Tore: Lemos 6 | (10:11)      | meiste Tore: Maslennikow, Santalow je 4 | Hacène Harcha Arena, Algier Zuschauer: 200 Schiedsrichter: Kurtagic, Wetterwik |
| 21. Juli 2017 14:00 Uhr | Strafen: 2×          | Spielbericht | Strafen: 1× 4×                          | Hacène Harcha Arena, Algier Zuschauer: 200 Schiedsrichter: Kurtagic, Wetterwik |

| 21. Juni 2017 16:00 Uhr | Spanien                                           | 38:12        | Burkina Faso             | Hacène Harcha Arena, Algier Zuschauer: 500 Schiedsrichter: Akpatsa, Assignon |
| 21. Juni 2017 16:00 Uhr | meiste Tore: Gómez Abelló, Odriozola Yeregui je 6 | (16:7)       | meiste Tore: Ouedraogo 3 | Hacène Harcha Arena, Algier Zuschauer: 500 Schiedsrichter: Akpatsa, Assignon |
| 21. Juni 2017 16:00 Uhr | Strafen: 3×                                       | Spielbericht | Strafen: 1× 3×           | Hacène Harcha Arena, Algier Zuschauer: 500 Schiedsrichter: Akpatsa, Assignon |

| 21. Juni 2017 18:00 Uhr | Tunesien              | 32:27        | Mazedonien                       | Hacène Harcha Arena, Algier Zuschauer: 3000 Schiedsrichter: K. Gasmi, R. Gasmi |
| 21. Juni 2017 18:00 Uhr | meiste Tore: Zaied 14 | (17:13)      | meiste Tore: Taleski, Palevski 6 | Hacène Harcha Arena, Algier Zuschauer: 3000 Schiedsrichter: K. Gasmi, R. Gasmi |
| 21. Juni 2017 18:00 Uhr | Strafen: 2× 5×        | Spielbericht | Strafen: 3× 1×                   | Hacène Harcha Arena, Algier Zuschauer: 3000 Schiedsrichter: K. Gasmi, R. Gasmi |

| 23. Juli 2017 16:00 Uhr | Tunesien              | 29:29        | Russland                  | Hacène Harcha Arena, Algier Zuschauer: 1000 Schiedsrichter: Jorum, Kleven |
| 23. Juli 2017 16:00 Uhr | meiste Tore: Zaied 12 | (15:14)      | meiste Tore: Winogradow 8 | Hacène Harcha Arena, Algier Zuschauer: 1000 Schiedsrichter: Jorum, Kleven |
| 23. Juli 2017 16:00 Uhr | Strafen: 1× 3×        | Spielbericht | Strafen: 3×               | Hacène Harcha Arena, Algier Zuschauer: 1000 Schiedsrichter: Jorum, Kleven |

| 23. Juli 2017 18:00 Uhr | Mazedonien                             | 25:36        | Spanien                   | Hacène Harcha Arena, Algier Zuschauer: 1000 Schiedsrichter: Petursson, Sigurjonsson |
| 23. Juli 2017 18:00 Uhr | meiste Tore: Taleski, Kuzmanovski je 4 | (8:18)       | meiste Tore: Dujshebaev 7 | Hacène Harcha Arena, Algier Zuschauer: 1000 Schiedsrichter: Petursson, Sigurjonsson |
| 23. Juli 2017 18:00 Uhr | Strafen: 2×                            | Spielbericht | Strafen: 3× 6× 1×         | Hacène Harcha Arena, Algier Zuschauer: 1000 Schiedsrichter: Petursson, Sigurjonsson |

| 23. Juli 2017 20:00 Uhr | Burkina Faso                 | 17:37        | Brasilien                | Hacène Harcha Arena, Algier Zuschauer: 300 Schiedsrichter: Andorka, Hucker |
| 23. Juli 2017 20:00 Uhr | meiste Tore: Tiendrebeogo 11 | (8:17)       | meiste Tore: Torriani 10 | Hacène Harcha Arena, Algier Zuschauer: 300 Schiedsrichter: Andorka, Hucker |
| 23. Juli 2017 20:00 Uhr | Strafen: 2× 3×               | Spielbericht | Strafen: 2× 4×           | Hacène Harcha Arena, Algier Zuschauer: 300 Schiedsrichter: Andorka, Hucker |

| 24. Juli 2017 14:00 Uhr | Spanien                         | 25:21        | Tunesien                    | Hacène Harcha Arena, Algier Zuschauer: 600 Schiedsrichter: Kurtagic, Wetterwik |
| 24. Juli 2017 14:00 Uhr | meiste Tore: Muñoz de la Peña 5 | (14:12)      | meiste Tore: Ben Abdallah 6 | Hacène Harcha Arena, Algier Zuschauer: 600 Schiedsrichter: Kurtagic, Wetterwik |
| 24. Juli 2017 14:00 Uhr | Strafen: 3× 2×                  | Spielbericht | Strafen: 2×                 | Hacène Harcha Arena, Algier Zuschauer: 600 Schiedsrichter: Kurtagic, Wetterwik |

| 24. Juli 2017 16:00 Uhr | Burkina Faso             | 9:45         | Russland                | Hacène Harcha Arena, Algier Zuschauer: 1200 Schiedsrichter: Almawt, Marhoon |
| 24. Juli 2017 16:00 Uhr | meiste Tore: Ouedraogo 4 | (6:23)       | meiste Tore: Daschko 11 | Hacène Harcha Arena, Algier Zuschauer: 1200 Schiedsrichter: Almawt, Marhoon |
| 24. Juli 2017 16:00 Uhr | Strafen: 6×              | Spielbericht | Strafen: 2× 4×          | Hacène Harcha Arena, Algier Zuschauer: 1200 Schiedsrichter: Almawt, Marhoon |

| 24. Juli 2017 18:00 Uhr | Mazedonien             | 28:23        | Brasilien                                 | Hacène Harcha Arena, Algier Zuschauer: 5000 Schiedsrichter: Erdogan, Ozdeniz |
| 24. Juli 2017 18:00 Uhr | meiste Tore: Taleski 7 | (14:11)      | meiste Tore: Abrahão Silveira, Lemos je 4 | Hacène Harcha Arena, Algier Zuschauer: 5000 Schiedsrichter: Erdogan, Ozdeniz |
| 24. Juli 2017 18:00 Uhr | Strafen: 3× 5×         | Spielbericht | Strafen: 4× 2×                            | Hacène Harcha Arena, Algier Zuschauer: 5000 Schiedsrichter: Erdogan, Ozdeniz |

#### Gruppe D
| Pl. | Land          | Sp. | S | U | N | Tore      | Diff. | Punkte |
| --- | ------------- | --- | - | - | - | --------- | ----- | ------ |
| 1.  | Kroatien      | 5   | 4 | 1 | 0 | 0140:1120 | +28   | 9      |
| 2.  | Island        | 5   | 4 | 0 | 1 | 0170:1200 | +50   | 8      |
| 3.  | Algerien      | 5   | 2 | 2 | 1 | 0118:1140 | +4    | 6      |
| 4.  | Argentinien   | 5   | 2 | 1 | 2 | 0130:1240 | +6    | 5      |
| 5.  | Saudi-Arabien | 5   | 0 | 2 | 3 | 0123:1460 | −23   | 2      |
| 6.  | Marokko       | 5   | 0 | 0 | 5 | 082:1470  | −65   | 0      |

| 18. Juli 2017 16:00 Uhr | Kroatien               | 32:26        | Saudi-Arabien             | Hacène Harcha Arena, Algier Zuschauer: 3000 Schiedsrichter: Kurtagic, Wetterwik |
| 18. Juli 2017 16:00 Uhr | meiste Tore: Mandić 10 | (17:13)      | meiste Tore: Alolaiwat 10 | Hacène Harcha Arena, Algier Zuschauer: 3000 Schiedsrichter: Kurtagic, Wetterwik |
| 18. Juli 2017 16:00 Uhr | Strafen: 2× 5×         | Spielbericht | Strafen: 1× 8× 1×         | Hacène Harcha Arena, Algier Zuschauer: 3000 Schiedsrichter: Kurtagic, Wetterwik |

| 18. Juli 2017 18:00 Uhr | Island                 | 36:27        | Argentinien            | Hacène Harcha Arena, Algier Zuschauer: 1803 Schiedsrichter: Krichen, Makhlouf |
| 18. Juli 2017 18:00 Uhr | meiste Tore: Jónsson 9 | (19:12)      | meiste Tore: Fischer 6 | Hacène Harcha Arena, Algier Zuschauer: 1803 Schiedsrichter: Krichen, Makhlouf |
| 18. Juli 2017 18:00 Uhr | Strafen: 3× 10× 1×     | Spielbericht | Strafen: 1× 5× 1×      | Hacène Harcha Arena, Algier Zuschauer: 1803 Schiedsrichter: Krichen, Makhlouf |

| 18. Juli 2017 20:00 Uhr | Algerien                  | 24:19        | Marokko             | Hacène Harcha Arena, Algier Zuschauer: 6000 Schiedsrichter: Jorum, Kleven |
| 18. Juli 2017 20:00 Uhr | meiste Tore: Hadj Sadok 5 | (13:8)       | meiste Tore: Frid 5 | Hacène Harcha Arena, Algier Zuschauer: 6000 Schiedsrichter: Jorum, Kleven |
| 18. Juli 2017 20:00 Uhr | Strafen: 4×               | Spielbericht | Strafen: 3× 5×      | Hacène Harcha Arena, Algier Zuschauer: 6000 Schiedsrichter: Jorum, Kleven |

| 19. Juli 2017 16:00 Uhr | Saudi-Arabien             | 24:48        | Island                     | Hacène Harcha Arena, Algier Zuschauer: 400 Schiedsrichter: K. Gasmi, R. Gasmi |
| 19. Juli 2017 16:00 Uhr | meiste Tore: Almesallem 6 | (9:24)       | meiste Tore: Ríkharðsson 8 | Hacène Harcha Arena, Algier Zuschauer: 400 Schiedsrichter: K. Gasmi, R. Gasmi |
| 19. Juli 2017 16:00 Uhr | Strafen: 2×               | Spielbericht | Strafen: 1× 8×             | Hacène Harcha Arena, Algier Zuschauer: 400 Schiedsrichter: K. Gasmi, R. Gasmi |

| 19. Juli 2017 18:00 Uhr | Marokko                                      | 12:29        | Kroatien             | Hacène Harcha Arena, Algier Zuschauer: 400 Schiedsrichter: Akpatsa, Assignon |
| 19. Juli 2017 18:00 Uhr | meiste Tore: Belkhanfar, Rezzouki, Frid je 3 | (4:18)       | meiste Tore: Babić 5 | Hacène Harcha Arena, Algier Zuschauer: 400 Schiedsrichter: Akpatsa, Assignon |
| 19. Juli 2017 18:00 Uhr | Strafen: 1× 3×                               | Spielbericht | Strafen: 2× 1×       | Hacène Harcha Arena, Algier Zuschauer: 400 Schiedsrichter: Akpatsa, Assignon |

| 19. Juli 2017 20:00 Uhr | Argentinien           | 25:25        | Algerien            | Hacène Harcha Arena, Algier Zuschauer: 6700 Schiedsrichter: Alvarez Mata, Bustamante Lopez |
| 19. Juli 2017 20:00 Uhr | meiste Tore: Moyano 7 | (14:11)      | meiste Tore: Abdi 7 | Hacène Harcha Arena, Algier Zuschauer: 6700 Schiedsrichter: Alvarez Mata, Bustamante Lopez |
| 19. Juli 2017 20:00 Uhr | Strafen: 3× 6×        | Spielbericht | Strafen: 2× 6×      | Hacène Harcha Arena, Algier Zuschauer: 6700 Schiedsrichter: Alvarez Mata, Bustamante Lopez |

| 21. Juli 2017 10:00 Uhr | Kroatien              | 26:24        | Argentinien           | Hacène Harcha Arena, Algier Zuschauer: 400 Schiedsrichter: Andorka, Hucker |
| 21. Juli 2017 10:00 Uhr | meiste Tore: Hrstić 9 | (13:8)       | meiste Tore: Moyano 5 | Hacène Harcha Arena, Algier Zuschauer: 400 Schiedsrichter: Andorka, Hucker |
| 21. Juli 2017 10:00 Uhr | Strafen: 2× 4×        | Spielbericht | Strafen: 1× 3×        | Hacène Harcha Arena, Algier Zuschauer: 400 Schiedsrichter: Andorka, Hucker |

| 21. Juli 2017 12:00 Uhr | Saudi-Arabien              | 29:19        | Marokko              | Hacène Harcha Arena, Algier Zuschauer: 400 Schiedsrichter: A. Konjicanin, D. Konjicanin |
| 21. Juli 2017 12:00 Uhr | meiste Tore: Almesallem 10 | (15:10)      | meiste Tore: Malki 6 | Hacène Harcha Arena, Algier Zuschauer: 400 Schiedsrichter: A. Konjicanin, D. Konjicanin |
| 21. Juli 2017 12:00 Uhr | Strafen: 2× 4×             | Spielbericht | Strafen: 3× 7×       | Hacène Harcha Arena, Algier Zuschauer: 400 Schiedsrichter: A. Konjicanin, D. Konjicanin |

| 21. Juli 2017 20:00 Uhr | Island                                 | 25:22        | Algerien                                 | Hacène Harcha Arena, Algier Zuschauer: 8200 Schiedsrichter: Kursad, Ozdeniz |
| 21. Juli 2017 20:00 Uhr | meiste Tore: Arnarsson, Magnússon je 5 | (10:11)      | meiste Tore: Abdi, Hadj Sadok, Naim je 5 | Hacène Harcha Arena, Algier Zuschauer: 8200 Schiedsrichter: Kursad, Ozdeniz |
| 21. Juli 2017 20:00 Uhr | Strafen: 3×                            | Spielbericht | Strafen: 2× 3×                           | Hacène Harcha Arena, Algier Zuschauer: 8200 Schiedsrichter: Kursad, Ozdeniz |

| 22. Juli 2017 16:00 Uhr | Island                 | 35:18        | Marokko             | Hacène Harcha Arena, Algier Zuschauer: 300 Schiedsrichter: Almawt, Marhoon |
| 22. Juli 2017 16:00 Uhr | meiste Tore: Pálsson 6 | (11:8)       | meiste Tore: Frid 7 | Hacène Harcha Arena, Algier Zuschauer: 300 Schiedsrichter: Almawt, Marhoon |
| 22. Juli 2017 16:00 Uhr | Strafen: 2× 4×         | Spielbericht | Strafen: 3× 6× 2×   | Hacène Harcha Arena, Algier Zuschauer: 300 Schiedsrichter: Almawt, Marhoon |

| 22. Juli 2017 18:00 Uhr | Argentinien           | 24:23        | Saudi-Arabien            | Hacène Harcha Arena, Algier Zuschauer: 3000 Schiedsrichter: Volodkov, Zotin |
| 22. Juli 2017 18:00 Uhr | meiste Tore: Moyano 9 | (13:11)      | meiste Tore: Alolaiwat 7 | Hacène Harcha Arena, Algier Zuschauer: 3000 Schiedsrichter: Volodkov, Zotin |
| 22. Juli 2017 18:00 Uhr | Strafen: 3×           | Spielbericht | Strafen: 2× 5×           | Hacène Harcha Arena, Algier Zuschauer: 3000 Schiedsrichter: Volodkov, Zotin |

| 22. Juli 2017 20:00 Uhr | Algerien              | 24:24        | Kroatien              | Hacène Harcha Arena, Algier Zuschauer: 8000 Schiedsrichter: Jorum, Kleven |
| 22. Juli 2017 20:00 Uhr | meiste Tore: Djedid 6 | (9:11)       | meiste Tore: Hrstić 8 | Hacène Harcha Arena, Algier Zuschauer: 8000 Schiedsrichter: Jorum, Kleven |
| 22. Juli 2017 20:00 Uhr | Strafen: 1× 4×        | Spielbericht | Strafen: 3× 5×        | Hacène Harcha Arena, Algier Zuschauer: 8000 Schiedsrichter: Jorum, Kleven |

| 24. Juli 2017 10:00 Uhr | Argentinien            | 30:14        | Marokko               | Hacène Harcha Arena, Algier Zuschauer: 500 Schiedsrichter: Volodkov, Zotkin |
| 24. Juli 2017 10:00 Uhr | meiste Tore: Corning 6 | (13:7)       | meiste Tore: Ezzine 3 | Hacène Harcha Arena, Algier Zuschauer: 500 Schiedsrichter: Volodkov, Zotkin |
| 24. Juli 2017 10:00 Uhr | Strafen: 2× 3× 1×      | Spielbericht | Strafen: 4× 3×        | Hacène Harcha Arena, Algier Zuschauer: 500 Schiedsrichter: Volodkov, Zotkin |

| 24. Juli 2017 12:00 Uhr | Kroatien              | 29:26        | Island                 | Hacène Harcha Arena, Algier Zuschauer: 300 Schiedsrichter: Krichen, Makhlouf |
| 24. Juli 2017 12:00 Uhr | meiste Tore: Hrstić 6 | (17:8)       | meiste Tore: Jónsson 7 | Hacène Harcha Arena, Algier Zuschauer: 300 Schiedsrichter: Krichen, Makhlouf |
| 24. Juli 2017 12:00 Uhr | Strafen: 2× 4× 1×     | Spielbericht | Strafen: 2× 5× 1×      | Hacène Harcha Arena, Algier Zuschauer: 300 Schiedsrichter: Krichen, Makhlouf |

| 24. Juli 2017 20:00 Uhr | Algerien            | 23:21        | Saudi-Arabien            | Hacène Harcha Arena, Algier Zuschauer: 9000 Schiedsrichter: Brkic, Jusufhodzic |
| 24. Juli 2017 20:00 Uhr | meiste Tore: Abdi 6 | (10:11)      | meiste Tore: Alolaiwat 9 | Hacène Harcha Arena, Algier Zuschauer: 9000 Schiedsrichter: Brkic, Jusufhodzic |
| 24. Juli 2017 20:00 Uhr | Strafen: 2× 1×      | Spielbericht | Strafen: 2×              | Hacène Harcha Arena, Algier Zuschauer: 9000 Schiedsrichter: Brkic, Jusufhodzic |

### Finalrunde und Platzierungsspiele
Ab der Finalrunde und bei den Platzierungsspielen wurden die Spiele im K.-o.-System ausgetragen. Im Falle eines Unentschiedens nach regulärer Spielzeit fand eine Verlängerung mit zweimal fünf Minuten Spielzeit statt. Endete auch die erste Verlängerung mit einem Unentschieden, wurde eine zweite Verlängerung mit zweimal fünf Minuten gespielt. Wenn dann immer noch keine Mannschaft in Führung lag, musste das Spiel in einem Siebenmeterwerfen entschieden werden.

#### Übersicht
|  | Achtelfinale | Achtelfinale | Achtelfinale |             |             | Viertelfinale    | Viertelfinale    | Viertelfinale    |    |  | Halbfinale | Halbfinale | Halbfinale |  |  | Finale | Finale | Finale |
|  |              |              |              |             |             |                  |                  |                  |    |  |            |            |            |  |  |        |        |        |
|  | B1           | Frankreich   | 28           |             |             |                  |                  |                  |    |  |            |            |            |  |  |        |        |        |
|  | A4           | Färöer       | 25           |             |             |                  |                  |                  |    |  |            |            |            |  |  |        |        |        |
|  | A4           | Färöer       | 25           | B1          | Frankreich  | 33               |                  |                  |    |  |            |            |            |  |  |        |        |        |
|  |              |              |              | B1          | Frankreich  | 33               |                  |                  |    |  |            |            |            |  |  |        |        |        |
|  |              |              | C2           | Mazedonien  | 17          |                  |                  |                  |    |  |            |            |            |  |  |        |        |        |
|  | D3           | Algerien     | C2           | Mazedonien  | 17          | 20               |                  |                  |    |  |            |            |            |  |  |        |        |        |
|  | D3           | Algerien     |              |             |             | 20               |                  |                  |    |  |            |            |            |  |  |        |        |        |
|  | C2           | Mazedonien   | 24           |             |             |                  |                  |                  |    |  |            |            |            |  |  |        |        |        |
|  | C2           | Mazedonien   | 24           | B1          | Frankreich  | 34               |                  |                  |    |  |            |            |            |  |  |        |        |        |
|  |              |              |              | B1          | Frankreich  | 34               |                  |                  |    |  |            |            |            |  |  |        |        |        |
|  |              | B3           | Dänemark     | 37          |             |                  |                  |                  |    |  |            |            |            |  |  |        |        |        |
|  | B3           | B3           | Dänemark     | 37          | Dänemark    | 34               |                  |                  |    |  |            |            |            |  |  |        |        |        |
|  | B3           |              |              |             | Dänemark    | 34               |                  |                  |    |  |            |            |            |  |  |        |        |        |
|  | A2           | Norwegen     | 27           |             |             |                  |                  |                  |    |  |            |            |            |  |  |        |        |        |
|  | A2           | Norwegen     | 27           | B3          | Dänemark    | 38               |                  |                  |    |  |            |            |            |  |  |        |        |        |
|  |              |              |              | B3          | Dänemark    | 38               |                  |                  |    |  |            |            |            |  |  |        |        |        |
|  |              |              | C4           | Russland    | 31          |                  |                  |                  |    |  |            |            |            |  |  |        |        |        |
|  | D1           | Kroatien     | C4           | Russland    | 31          | 25               |                  |                  |    |  |            |            |            |  |  |        |        |        |
|  | D1           | Kroatien     |              |             |             |                  |                  |                  |    |  |            |            |            |  |  |        |        |        |
|  | C4           | Russland     | 34           |             |             |                  |                  |                  |    |  |            |            |            |  |  |        |        |        |
|  | C4           | Russland     | 34           | B3          | Dänemark    | 38               |                  |                  |    |  |            |            |            |  |  |        |        |        |
|  |              |              |              |             |             |                  |                  |                  |    |  |            |            |            |  |  |        |        |        |
|  |              | C1           | Spanien      | 139V        |             |                  |                  |                  |    |  |            |            |            |  |  |        |        |        |
|  | C3           | C1           | Spanien      | 139V        | Tunesien    | 28               |                  |                  |    |  |            |            |            |  |  |        |        |        |
|  | C3           |              |              |             | Tunesien    | 28               |                  |                  |    |  |            |            |            |  |  |        |        |        |
|  | D2           | Island       | 27           |             |             |                  |                  |                  |    |  |            |            |            |  |  |        |        |        |
|  | D2           | Island       | 27           | C3          | Tunesien    | 21               |                  |                  |    |  |            |            |            |  |  |        |        |        |
|  |              |              |              | C3          | Tunesien    | 21               |                  |                  |    |  |            |            |            |  |  |        |        |        |
|  |              |              | A1           | Deutschland | 27          |                  |                  |                  |    |  |            |            |            |  |  |        |        |        |
|  | A1           | Deutschland  | A1           | Deutschland | 27          | 131V             |                  |                  |    |  |            |            |            |  |  |        |        |        |
|  | A1           | Deutschland  |              |             |             | 131V             |                  |                  |    |  |            |            |            |  |  |        |        |        |
|  | B4           | Schweden     | 28           |             |             |                  |                  |                  |    |  |            |            |            |  |  |        |        |        |
|  | B4           | Schweden     | 28           | A1          | Deutschland | 21               |                  |                  |    |  |            |            |            |  |  |        |        |        |
|  |              |              |              | A1          | Deutschland | 21               |                  |                  |    |  |            |            |            |  |  |        |        |        |
|  |              | C1           | Spanien      | 26          |             |                  |                  |                  |    |  |            |            |            |  |  |        |        |        |
|  | A3           | C1           | Spanien      | 26          | Ungarn      | 126V             |                  |                  |    |  |            |            |            |  |  |        |        |        |
|  | A3           |              |              |             |             |                  |                  |                  |    |  |            |            |            |  |  |        |        |        |
|  | B2           | Slowenien    | 25           |             |             | Spiel um Platz 3 | Spiel um Platz 3 | Spiel um Platz 3 |    |  |            |            |            |  |  |        |        |        |
|  | B2           | Slowenien    | 25           | A3          | Ungarn      | Spiel um Platz 3 | Spiel um Platz 3 | Spiel um Platz 3 | 29 |  |            |            |            |  |  |        |        |        |
|  |              |              |              | A3          | Ungarn      | B1               | Frankreich       | 23               | 29 |  |            |            |            |  |  |        |        |        |
|  |              |              | C1           | Spanien     | 130V        | B1               | Frankreich       | 23               |    |  |            |            |            |  |  |        |        |        |
|  | C1           | Spanien      | C1           | Spanien     | 130V        | 27               | A1               | Deutschland      | 22 |  |            |            |            |  |  |        |        |        |
|  | C1           | Spanien      |              |             |             |                  |                  | Deutschland      | 22 |  |            |            |            |  |  |        |        |        |
|  | D4           | Argentinien  | 21           |             |             |                  |                  |                  |    |  |            |            |            |  |  |        |        |        |

V Sieg nach Verlängerung

#### Achtelfinale
| 26. Juli 2017 14:00 Uhr | Frankreich           | 28:25        | Färöer                | Hacène Harcha Arena, Algier Zuschauer: 300 Schiedsrichter: Krichen, Makhlouf |
| 26. Juli 2017 14:00 Uhr | meiste Tore: Minne 6 | (14:12)      | meiste Tore: Hoydal 9 | Hacène Harcha Arena, Algier Zuschauer: 300 Schiedsrichter: Krichen, Makhlouf |
| 26. Juli 2017 14:00 Uhr | Strafen: 1× 2×       | Spielbericht | Strafen: 2×           | Hacène Harcha Arena, Algier Zuschauer: 300 Schiedsrichter: Krichen, Makhlouf |

| 26. Juli 2017 14:00 Uhr | Tunesien              | 28:27        | Island                     | La Coupole D'Alger Arena, Chéraga Zuschauer: 2000 Schiedsrichter: K. Gasmi, R. Gasmi |
| 26. Juli 2017 14:00 Uhr | meiste Tore: Zaied 11 | (14:13)      | meiste Tore: Ríkharðsson 8 | La Coupole D'Alger Arena, Chéraga Zuschauer: 2000 Schiedsrichter: K. Gasmi, R. Gasmi |
| 26. Juli 2017 14:00 Uhr | Strafen: 2× 5×        | Spielbericht | Strafen: 4× 6×             | La Coupole D'Alger Arena, Chéraga Zuschauer: 2000 Schiedsrichter: K. Gasmi, R. Gasmi |

| 26. Juli 2017 16:15 Uhr | Deutschland          | 31:28 n. V.      | Schweden               | La Coupole D'Alger Arena, Chéraga Zuschauer: 600 Schiedsrichter: A. Konjicanin, D. Konjicanin |
| 26. Juli 2017 16:15 Uhr | meiste Tore: Golla 7 | (14:13), (26:26) | meiste Tore: Hansson 9 | La Coupole D'Alger Arena, Chéraga Zuschauer: 600 Schiedsrichter: A. Konjicanin, D. Konjicanin |
| 26. Juli 2017 16:15 Uhr | Strafen: 2×          | Spielbericht     | Strafen: 3× 5×         | La Coupole D'Alger Arena, Chéraga Zuschauer: 600 Schiedsrichter: A. Konjicanin, D. Konjicanin |

| 26. Juli 2017 18:30 Uhr | Ungarn               | 26:25 n. V.      | Slowenien             | La Coupole D'Alger Arena, Chéraga Zuschauer: 700 Schiedsrichter: Volodkov, Zotin |
| 26. Juli 2017 18:30 Uhr | meiste Tore: Török 6 | (12:10), (21:21) | meiste Tore: Marguč 6 | La Coupole D'Alger Arena, Chéraga Zuschauer: 700 Schiedsrichter: Volodkov, Zotin |
| 26. Juli 2017 18:30 Uhr | Strafen: 2× 5× 1×    | Spielbericht     | Strafen: 3×           | La Coupole D'Alger Arena, Chéraga Zuschauer: 700 Schiedsrichter: Volodkov, Zotin |

| 26. Juli 2017 18:30 Uhr | Dänemark               | 34:27        | Norwegen                 | Hacène Harcha Arena, Algier Zuschauer: 500 Schiedsrichter: Erdogan, Ozdeniz |
| 26. Juli 2017 18:30 Uhr | meiste Tore: Møller 11 | (13:11)      | meiste Tore: Gulliksen 6 | Hacène Harcha Arena, Algier Zuschauer: 500 Schiedsrichter: Erdogan, Ozdeniz |
| 26. Juli 2017 18:30 Uhr | Strafen: 2×            | Spielbericht | Strafen: 3×              | Hacène Harcha Arena, Algier Zuschauer: 500 Schiedsrichter: Erdogan, Ozdeniz |

| 26. Juli 2017 20:45 Uhr | Algerien            | 20:24        | Mazedonien             | Hacène Harcha Arena, Algier Zuschauer: 10.000 Schiedsrichter: Andorka, Hucker |
| 26. Juli 2017 20:45 Uhr | meiste Tore: Naim 8 | (11:10)      | meiste Tore: Taleski 8 | Hacène Harcha Arena, Algier Zuschauer: 10.000 Schiedsrichter: Andorka, Hucker |
| 26. Juli 2017 20:45 Uhr | Strafen: 2× 1×      | Spielbericht | Strafen: 3× 2×         | Hacène Harcha Arena, Algier Zuschauer: 10.000 Schiedsrichter: Andorka, Hucker |

| 26. Juli 2017 20:45 Uhr | Kroatien              | 25:34        | Russland                 | Hacène Harcha Arena, Algier Zuschauer: 8200 Schiedsrichter: Alvarez Mata, Bustamante Lopez |
| 26. Juli 2017 20:45 Uhr | meiste Tore: Hrstić 7 | (10:12)      | meiste Tore: Santalow 10 | Hacène Harcha Arena, Algier Zuschauer: 8200 Schiedsrichter: Alvarez Mata, Bustamante Lopez |
| 26. Juli 2017 20:45 Uhr | Strafen: 2× 1×        | Spielbericht | Strafen: 2× 1×           | Hacène Harcha Arena, Algier Zuschauer: 8200 Schiedsrichter: Alvarez Mata, Bustamante Lopez |

| 26. Juli 2017 20:45 Uhr | Spanien                   | 27:21        | Argentinien            | La Coupole D'Alger Arena, Chéraga Zuschauer: 6000 Schiedsrichter: Belkhiri, Hamidi |
| 26. Juli 2017 20:45 Uhr | meiste Tore: Dujshebaev 6 | (14:8)       | meiste Tore: Capurro 4 | La Coupole D'Alger Arena, Chéraga Zuschauer: 6000 Schiedsrichter: Belkhiri, Hamidi |
| 26. Juli 2017 20:45 Uhr | Strafen: 2× 5×            | Spielbericht | Strafen: 3× 2×         | La Coupole D'Alger Arena, Chéraga Zuschauer: 6000 Schiedsrichter: Belkhiri, Hamidi |

#### Viertelfinale
| 27. Juli 2017 18:30 Uhr | Frankreich                             | 33:17        | Mazedonien             | Hacène Harcha Arena, Algier Zuschauer: 800 Schiedsrichter: Brkic, Jusufhodzic |
| 27. Juli 2017 18:30 Uhr | meiste Tore: Mocquais, Richardson je 5 | (14:9)       | meiste Tore: Taleski 4 | Hacène Harcha Arena, Algier Zuschauer: 800 Schiedsrichter: Brkic, Jusufhodzic |
| 27. Juli 2017 18:30 Uhr | Strafen: 2× 3×                         | Spielbericht | Strafen: 2× 3×         | Hacène Harcha Arena, Algier Zuschauer: 800 Schiedsrichter: Brkic, Jusufhodzic |

| 27. Juli 2017 18:30 Uhr | Tunesien             | 21:27        | Deutschland            | La Coupole D'Alger Arena, Chéraga Zuschauer: 1000 Schiedsrichter: Jorum, Kleven |
| 27. Juli 2017 18:30 Uhr | meiste Tore: Zaied 8 | (11:14)      | meiste Tore: Mertens 6 | La Coupole D'Alger Arena, Chéraga Zuschauer: 1000 Schiedsrichter: Jorum, Kleven |
| 27. Juli 2017 18:30 Uhr | Strafen: 1× 5×       | Spielbericht | Strafen: 2× 4×         | La Coupole D'Alger Arena, Chéraga Zuschauer: 1000 Schiedsrichter: Jorum, Kleven |

| 27. Juli 2017 20:45 Uhr | Dänemark              | 38:31        | Russland                   | Hacène Harcha Arena, Algier Zuschauer: 600 Schiedsrichter: Petursson, Sigurjonsson |
| 27. Juli 2017 20:45 Uhr | meiste Tore: Møller 9 | (15:12)      | meiste Tore: Maslennikow 7 | Hacène Harcha Arena, Algier Zuschauer: 600 Schiedsrichter: Petursson, Sigurjonsson |
| 27. Juli 2017 20:45 Uhr | Strafen: 3×           | Spielbericht | Strafen: 3× 6×             | Hacène Harcha Arena, Algier Zuschauer: 600 Schiedsrichter: Petursson, Sigurjonsson |

| 27. Juli 2017 20:45 Uhr | Ungarn               | 29:30 n. V.      | Spanien                     | La Coupole D'Alger Arena, Chéraga Zuschauer: 1100 Schiedsrichter: Kurtagic, Wetterwik |
| 27. Juli 2017 20:45 Uhr | meiste Tore: Győri 9 | (12:15), (24:24) | meiste Tore: Gómez Abelló 7 | La Coupole D'Alger Arena, Chéraga Zuschauer: 1100 Schiedsrichter: Kurtagic, Wetterwik |
| 27. Juli 2017 20:45 Uhr | Strafen: 3× 7×       | Spielbericht     | Strafen: 4× 1×              | La Coupole D'Alger Arena, Chéraga Zuschauer: 1100 Schiedsrichter: Kurtagic, Wetterwik |

#### Halbfinale
| 29. Juli 2017 17:30 Uhr | Frankreich         | 34:37        | Dänemark               | Hacène Harcha Arena, Algier Zuschauer: 4000 Schiedsrichter: Alvarez Mata, Bustamante Lopez |
| 29. Juli 2017 17:30 Uhr | meiste Tore: Mem 8 | (16:17)      | meiste Tore: Bitsch 11 | Hacène Harcha Arena, Algier Zuschauer: 4000 Schiedsrichter: Alvarez Mata, Bustamante Lopez |
| 29. Juli 2017 17:30 Uhr | Strafen: 3× 2×     | Spielbericht | Strafen: 3×            | Hacène Harcha Arena, Algier Zuschauer: 4000 Schiedsrichter: Alvarez Mata, Bustamante Lopez |

| 29. Juli 2017 20:45 Uhr | Deutschland                               | 21:26        | Spanien                      | Hacène Harcha Arena, Algier Zuschauer: 3500 Schiedsrichter: Erdogan, Ozdeniz |
| 29. Juli 2017 20:45 Uhr | meiste Tore: Weissgerber, Michalczik je 5 | (11:12)      | meiste Tore: Gómez Abelló 10 | Hacène Harcha Arena, Algier Zuschauer: 3500 Schiedsrichter: Erdogan, Ozdeniz |
| 29. Juli 2017 20:45 Uhr | Strafen: 4× 3×                            | Spielbericht | Strafen: 4× 3×               | Hacène Harcha Arena, Algier Zuschauer: 3500 Schiedsrichter: Erdogan, Ozdeniz |

#### Spiel um Platz 3
| 30. Juli 2017 15:30 Uhr | Frankreich            | 23:22        | Deutschland                                 | Hacène Harcha Arena, Algier Zuschauer: 3000 Schiedsrichter: Kurtagic, Wetterwik |
| 30. Juli 2017 15:30 Uhr | meiste Tore: Pelayo 6 | (10:12)      | meiste Tore: Weissgerber, Golla, Spohn je 4 | Hacène Harcha Arena, Algier Zuschauer: 3000 Schiedsrichter: Kurtagic, Wetterwik |
| 30. Juli 2017 15:30 Uhr | Strafen: 3×           | Spielbericht | Strafen: 2× 1×                              | Hacène Harcha Arena, Algier Zuschauer: 3000 Schiedsrichter: Kurtagic, Wetterwik |

#### Finale
| 30. Juli 2017 18:00 Uhr | Dänemark               | 38:39 n. V.      | Spanien                   | Hacène Harcha Arena, Algier Zuschauer: 8500 Schiedsrichter: Jorum, Kleven |
| 30. Juli 2017 18:00 Uhr | meiste Tore: Møller 11 | (16:18), (34:34) | meiste Tore: Dujshebaev 8 | Hacène Harcha Arena, Algier Zuschauer: 8500 Schiedsrichter: Jorum, Kleven |
| 30. Juli 2017 18:00 Uhr | Strafen: 2× 4×         | Spielbericht     | Strafen: 2× 3×            | Hacène Harcha Arena, Algier Zuschauer: 8500 Schiedsrichter: Jorum, Kleven |

### Platzierungsspiele Platz 5–8
|  | Platzierungsrunde Platz 5–8 | Platzierungsrunde Platz 5–8 | Platzierungsrunde Platz 5–8 |    |            | Spiel um Platz 5 | Spiel um Platz 5 | Spiel um Platz 5 |
|  |                             |                             |                             |    |            |                  |                  |                  |
|  |                             |                             |                             |    |            |                  |                  |                  |
|  | C2                          | Mazedonien                  | 36                          |    |            |                  |                  |                  |
|  | C4                          | Russland                    | 27                          |    |            |                  |                  |                  |
|  |                             |                             |                             | C2 | Mazedonien | 22               |                  |                  |
|  |                             |                             |                             |    | A3         | Ungarn           | 26               |                  |
|  | C3                          | Tunesien                    | 30                          |    |            |                  |                  |                  |
|  | A3                          | Ungarn                      | 34                          |    |            | Spiel um Platz 7 | Spiel um Platz 7 | Spiel um Platz 7 |
|  |                             |                             |                             |    |            | C4               | Russland         | 21               |
|  | C3                          | Tunesien                    | 36                          |    |            |                  |                  |                  |
|  |                             |                             |                             |    |            |                  |                  |                  |

| 29. Juli 2017 12:30 Uhr | Mazedonien                 | 36:27        | Russland                   | Hacène Harcha Arena, Algier Zuschauer: 100 Schiedsrichter: Belkhiri, Hamidi |
| 29. Juli 2017 12:30 Uhr | meiste Tore: Kuzmanovski 7 | (21:11)      | meiste Tore: Maslennikow 7 | Hacène Harcha Arena, Algier Zuschauer: 100 Schiedsrichter: Belkhiri, Hamidi |
| 29. Juli 2017 12:30 Uhr | Strafen: 1×                | Spielbericht | Strafen: 3× 8× 2×          | Hacène Harcha Arena, Algier Zuschauer: 100 Schiedsrichter: Belkhiri, Hamidi |

| 29. Juli 2017 15:00 Uhr | Tunesien               | 30:34        | Ungarn               | Hacène Harcha Arena, Algier Zuschauer: 1000 Schiedsrichter: K. Gasmi, R. Gasmi |
| 29. Juli 2017 15:00 Uhr | meiste Tore: Ghachem 8 | (14:17)      | meiste Tore: Győri 7 | Hacène Harcha Arena, Algier Zuschauer: 1000 Schiedsrichter: K. Gasmi, R. Gasmi |
| 29. Juli 2017 15:00 Uhr | Strafen: 1× 2×         | Spielbericht | Strafen: 4× 9× 1×    | Hacène Harcha Arena, Algier Zuschauer: 1000 Schiedsrichter: K. Gasmi, R. Gasmi |

#### Spiel um Platz 7
| 30. Juli 2017 10:30 Uhr | Russland                  | 21:36        | Tunesien                    | Hacène Harcha Arena, Algier Zuschauer: 300 Schiedsrichter: Alves Rocha, Magalhaes da Silva |
| 30. Juli 2017 10:30 Uhr | meiste Tore: Winogradow 7 | (9:18)       | meiste Tore: Ben Abdallah 8 | Hacène Harcha Arena, Algier Zuschauer: 300 Schiedsrichter: Alves Rocha, Magalhaes da Silva |
| 30. Juli 2017 10:30 Uhr | Strafen: 3× 8× 1×         | Spielbericht | Strafen: 3× 2×              | Hacène Harcha Arena, Algier Zuschauer: 300 Schiedsrichter: Alves Rocha, Magalhaes da Silva |

#### Spiel um Platz 5
| 30. Juli 2017 13:00 Uhr | Mazedonien             | 22:26        | Ungarn                | Hacène Harcha Arena, Algier Zuschauer: 500 Schiedsrichter: A. Konjicanin, D. Konjicanin |
| 30. Juli 2017 13:00 Uhr | meiste Tore: Neloski 6 | (11:14)      | meiste Tore: Kovács 8 | Hacène Harcha Arena, Algier Zuschauer: 500 Schiedsrichter: A. Konjicanin, D. Konjicanin |
| 30. Juli 2017 13:00 Uhr | Strafen: 3×            | Spielbericht | Strafen: 1× 5×        | Hacène Harcha Arena, Algier Zuschauer: 500 Schiedsrichter: A. Konjicanin, D. Konjicanin |

### Spiele um die Plätze 9–16

#### Spiel um Platz 15
| 27. Juli 2017 14:00 Uhr | Schweden               | 33:21        | Färöer                               | La Coupole D'Alger Arena, Chéraga Zuschauer: 100 Schiedsrichter: Alves Rocha, Magalhaes Da Silva |
| 27. Juli 2017 14:00 Uhr | meiste Tore: Vigmark 9 | (19:11)      | meiste Tore: Egilsnes, Djurhuus je 4 | La Coupole D'Alger Arena, Chéraga Zuschauer: 100 Schiedsrichter: Alves Rocha, Magalhaes Da Silva |
| 27. Juli 2017 14:00 Uhr | Strafen: 3× 2×         | Spielbericht | Strafen: 4× 5×                       | La Coupole D'Alger Arena, Chéraga Zuschauer: 100 Schiedsrichter: Alves Rocha, Magalhaes Da Silva |

#### Spiel um Platz 13
| 27. Juli 2017 16:15 Uhr | Algerien             | 20:21        | Argentinien            | La Coupole D'Alger Arena, Chéraga Zuschauer: 700 Schiedsrichter: Almawt, Marhoon |
| 27. Juli 2017 16:15 Uhr | meiste Tore: Blida 5 | (11:11)      | meiste Tore: Capurro 4 | La Coupole D'Alger Arena, Chéraga Zuschauer: 700 Schiedsrichter: Almawt, Marhoon |
| 27. Juli 2017 16:15 Uhr | Strafen: 3× 1×       | Spielbericht | Strafen: 3× 1×         | La Coupole D'Alger Arena, Chéraga Zuschauer: 700 Schiedsrichter: Almawt, Marhoon |

#### Spiel um Platz 11
| 27. Juli 2017 14:00 Uhr | Norwegen                                      | 33:27        | Island                   | Hacène Harcha Arena, Algier Zuschauer: 400 Schiedsrichter: Krichen, Makhlouf |
| 27. Juli 2017 14:00 Uhr | meiste Tore: Hauane, Gulliksen, Stranden je 6 | (20:12)      | meiste Tore: Rúnarsson 6 | Hacène Harcha Arena, Algier Zuschauer: 400 Schiedsrichter: Krichen, Makhlouf |
| 27. Juli 2017 14:00 Uhr | Strafen: 3× 5×                                | Spielbericht | Strafen: 2× 3×           | Hacène Harcha Arena, Algier Zuschauer: 400 Schiedsrichter: Krichen, Makhlouf |

#### Spiel um Platz 9
| 27. Juli 2017 16:15 Uhr | Slowenien                       | 33:26        | Kroatien             | Hacène Harcha Arena, Algier Zuschauer: 200 Schiedsrichter: A. Konjicanin, D. Konjicanin |
| 27. Juli 2017 16:15 Uhr | meiste Tore: Marguč, Knavs je 8 | (20:16)      | meiste Tore: Perić 5 | Hacène Harcha Arena, Algier Zuschauer: 200 Schiedsrichter: A. Konjicanin, D. Konjicanin |
| 27. Juli 2017 16:15 Uhr | Strafen: 2×                     | Spielbericht | Strafen: 2×          | Hacène Harcha Arena, Algier Zuschauer: 200 Schiedsrichter: A. Konjicanin, D. Konjicanin |

### President’s Cup
Beim President’s Cup wurden die Plätze 17 bis 24 ausgespielt. Dabei spielten die Gruppenfünften aus der Vorrunde um die Plätze 17 bis 20 und die Gruppensechsten aus der Vorrunde um die Plätze 21 bis 24. Genauso wie die Finalspiele, wurden die Spiele im K.-o.-Modus ausgetragen. Im Falle eines Unentschiedens nach regulärer Spielzeit fand eine Verlängerung mit zweimal fünf Minuten Spielzeit statt. Endete auch die erste Verlängerung mit einem Unentschieden, wurde eine zweite Verlängerung mit zweimal fünf Minuten gespielt. Wenn dann immer noch keine Mannschaft in Führung lag, musste das Spiel in einem Siebenmeterwerfen entschieden werden.

#### Übersicht
|  | Platzierungsrunde Platz 17–20 | Platzierungsrunde Platz 17–20 | Platzierungsrunde Platz 17–20 |    |         | Spiel um Platz 17 | Spiel um Platz 17 | Spiel um Platz 17 |
|  |                               |                               |                               |    |         |                   |                   |                   |
|  |                               |                               |                               |    |         |                   |                   |                   |
|  | A5                            | Südkorea                      | 34                            |    |         |                   |                   |                   |
|  | B5                            | Ägypten                       | 35                            |    |         |                   |                   |                   |
|  |                               |                               |                               | B5 | Ägypten | 28                |                   |                   |
|  |                               |                               |                               |    | C5      | Brasilien         | 27                |                   |
|  | C5                            | Brasilien                     | 41                            |    |         |                   |                   |                   |
|  | D5                            | Saudi-Arabien                 | 20                            |    |         | Spiel um Platz 19 | Spiel um Platz 19 | Spiel um Platz 19 |
|  |                               |                               |                               |    |         | A5                | Südkorea          | 36                |
|  | D5                            | Saudi-Arabien                 | 30                            |    |         |                   |                   |                   |
|  |                               |                               |                               |    |         |                   |                   |                   |

|  | Platzierungsrunde Platz 21–24 | Platzierungsrunde Platz 21–24 | Platzierungsrunde Platz 21–24 |    |       | Spiel um Platz 21 | Spiel um Platz 21 | Spiel um Platz 21 |
|  |                               |                               |                               |    |       |                   |                   |                   |
|  |                               |                               |                               |    |       |                   |                   |                   |
|  | A6                            | Chile                         | 22                            |    |       |                   |                   |                   |
|  | B6                            | Katar                         | 29                            |    |       |                   |                   |                   |
|  |                               |                               |                               | B6 | Katar | 26                |                   |                   |
|  |                               |                               |                               |    | D6    | Marokko           | 17                |                   |
|  | C6                            | Burkina Faso                  | 21                            |    |       |                   |                   |                   |
|  | D6                            | Marokko                       | 42                            |    |       | Spiel um Platz 23 | Spiel um Platz 23 | Spiel um Platz 23 |
|  |                               |                               |                               |    |       | A6                | Chile             | 36                |
|  | C6                            | Burkina Faso                  | 21                            |    |       |                   |                   |                   |
|  |                               |                               |                               |    |       |                   |                   |                   |

#### Platzierungsspiele
| 26. Juli 2017 09:30 Uhr | Chile                    | 22:29        | Katar                               | Hacène Harcha Arena, Algier Zuschauer: 200 Schiedsrichter: Akpatsa, Assignon |
| 26. Juli 2017 09:30 Uhr | meiste Tore: Francisco 6 | (13:12)      | meiste Tore: Heiba, Damjanovic je 9 | Hacène Harcha Arena, Algier Zuschauer: 200 Schiedsrichter: Akpatsa, Assignon |
| 26. Juli 2017 09:30 Uhr | Strafen: 2×              | Spielbericht | Strafen: 1×                         | Hacène Harcha Arena, Algier Zuschauer: 200 Schiedsrichter: Akpatsa, Assignon |

| 26. Juli 2017 09:30 Uhr | Burkina Faso           | 21:42        | Marokko                  | La Coupole D'Alger Arena, Chéraga Zuschauer: 300 Schiedsrichter: Brkic, Jusufhodzic |
| 26. Juli 2017 09:30 Uhr | meiste Tore: Nadziga 6 | (12:21)      | meiste Tore: Rezzouki 16 | La Coupole D'Alger Arena, Chéraga Zuschauer: 300 Schiedsrichter: Brkic, Jusufhodzic |
| 26. Juli 2017 09:30 Uhr | Strafen: 3×            | Spielbericht | Strafen: 2× 4×           | La Coupole D'Alger Arena, Chéraga Zuschauer: 300 Schiedsrichter: Brkic, Jusufhodzic |

| 26. Juli 2017 11:45 Uhr | Südkorea                          | 34:35        | Ägypten                   | Hacène Harcha Arena, Algier Zuschauer: 250 Schiedsrichter: Almawt, Marhoon |
| 26. Juli 2017 11:45 Uhr | meiste Tore: D. Park, J. Kim je 8 | (18:15)      | meiste Tore: Elbaghoury 6 | Hacène Harcha Arena, Algier Zuschauer: 250 Schiedsrichter: Almawt, Marhoon |
| 26. Juli 2017 11:45 Uhr | Strafen: 3×                       | Spielbericht | Strafen: 2× 3×            | Hacène Harcha Arena, Algier Zuschauer: 250 Schiedsrichter: Almawt, Marhoon |

| 26. Juli 2017 11:45 Uhr | Brasilien                                           | 41:20        | Saudi-Arabien            | La Coupole D'Alger Arena, Chéraga Zuschauer: 600 Schiedsrichter: Petursson, Sigurjonsson |
| 26. Juli 2017 11:45 Uhr | meiste Tore: Silva, Veira Santos, Ceretta Jung je 5 | (23:13)      | meiste Tore: Alibrahim 8 | La Coupole D'Alger Arena, Chéraga Zuschauer: 600 Schiedsrichter: Petursson, Sigurjonsson |
| 26. Juli 2017 11:45 Uhr | Strafen: 3× 2×                                      | Spielbericht | Strafen: 1× 3×           | La Coupole D'Alger Arena, Chéraga Zuschauer: 600 Schiedsrichter: Petursson, Sigurjonsson |

#### Spiel um Platz 23
| 27. Juli 2017 09:30 Uhr | Chile                     | 36:21        | Burkina Faso                | La Coupole D'Alger Arena, Chéraga Zuschauer: 50 Schiedsrichter: Erdogan, Ozdeniz |
| 27. Juli 2017 09:30 Uhr | meiste Tore: Francisco 11 | (14:11)      | meiste Tore: Tiendrebeogo 6 | La Coupole D'Alger Arena, Chéraga Zuschauer: 50 Schiedsrichter: Erdogan, Ozdeniz |
| 27. Juli 2017 09:30 Uhr | Strafen: 4× 5× 1×         | Spielbericht | Strafen: 3× 4×              | La Coupole D'Alger Arena, Chéraga Zuschauer: 50 Schiedsrichter: Erdogan, Ozdeniz |

#### Spiel um Platz 21
| 27. Juli 2017 11:45 Uhr | Katar                 | 26:17        | Marokko               | La Coupole D'Alger Arena, Chéraga Zuschauer: 50 Schiedsrichter: Volodkov, Zotin |
| 27. Juli 2017 11:45 Uhr | meiste Tore: Dhiab 10 | (15:8)       | meiste Tore: Ezzine 8 | La Coupole D'Alger Arena, Chéraga Zuschauer: 50 Schiedsrichter: Volodkov, Zotin |
| 27. Juli 2017 11:45 Uhr | Strafen: 2×           | Spielbericht | Strafen: 4× 1×        | La Coupole D'Alger Arena, Chéraga Zuschauer: 50 Schiedsrichter: Volodkov, Zotin |

#### Spiel um Platz 19
| 27. Juli 2017 09:30 Uhr | Südkorea               | 36:30        | Saudi-Arabien            | Hacène Harcha Arena, Algier Zuschauer: 300 Schiedsrichter: Akpatsa, Assignon |
| 27. Juli 2017 09:30 Uhr | meiste Tore: J. Kim 10 | (15:14)      | meiste Tore: Alolaiwat 8 | Hacène Harcha Arena, Algier Zuschauer: 300 Schiedsrichter: Akpatsa, Assignon |
| 27. Juli 2017 09:30 Uhr | Strafen: 3×            | Spielbericht | Strafen: 5×              | Hacène Harcha Arena, Algier Zuschauer: 300 Schiedsrichter: Akpatsa, Assignon |

#### Spiel um Platz 17
| 27. Juli 2017 14:00 Uhr | Ägypten             | 28:27        | Brasilien            | Hacène Harcha Arena, Algier Zuschauer: 300 Schiedsrichter: Belkhiri, Hamidi |
| 27. Juli 2017 14:00 Uhr | meiste Tore: Omar 9 | (16:14)      | meiste Tore: Silva 6 | Hacène Harcha Arena, Algier Zuschauer: 300 Schiedsrichter: Belkhiri, Hamidi |
| 27. Juli 2017 14:00 Uhr | Strafen: 1× 2×      | Spielbericht | Strafen: 3× 5×       | Hacène Harcha Arena, Algier Zuschauer: 300 Schiedsrichter: Belkhiri, Hamidi |

## Abschlussplatzierungen
| Rang   | Team          | Sp. | S | U | N | Tore    | Diff. |
| ------ | ------------- | --- | - | - | - | ------- | ----- |
| Gold   | Spanien       | 9   | 9 | 0 | 0 | 281:214 | 0+67  |
| Silber | Dänemark      | 9   | 3 | 0 | 2 | 294:265 | 0+29  |
| Bronze | Frankreich    | 9   | 7 | 1 | 1 | 272:221 | 0+51  |
| 04.    | Deutschland   | 9   | 7 | 0 | 2 | 276:226 | 0+50  |
| 05.    | Ungarn        | 9   | 6 | 0 | 3 | 269:239 | 0+30  |
| 06.    | Mazedonien    | 9   | 5 | 0 | 4 | 256:239 | 0+17  |
| 07.    | Tunesien      | 9   | 4 | 1 | 4 | 276:243 | 0+33  |
| 08.    | Russland      | 9   | 3 | 1 | 5 | 258:253 | 00+5  |
| 09.    | Slowenien     | 7   | 5 | 1 | 1 | 203:178 | 0+25  |
| 10.    | Kroatien      | 7   | 4 | 1 | 2 | 191:179 | 0+12  |
| 11.    | Norwegen      | 7   | 5 | 0 | 2 | 220:183 | 0+37  |
| 12.    | Island        | 7   | 4 | 0 | 3 | 224:181 | 0+43  |
| 13.    | Argentinien   | 7   | 3 | 1 | 3 | 172:171 | 00+1  |
| 14.    | Algerien      | 7   | 2 | 2 | 3 | 158:159 | 00−1  |
| 15.    | Schweden      | 7   | 3 | 0 | 4 | 166:174 | 00−8  |
| 16.    | Färöer        | 7   | 2 | 0 | 5 | 172:206 | 0−34  |
| 17.    | Ägypten       | 7   | 3 | 0 | 4 | 193:215 | 0−22  |
| 18.    | Brasilien     | 7   | 3 | 0 | 4 | 205:174 | 0+31  |
| 19.    | Südkorea      | 7   | 2 | 0 | 5 | 221:241 | 0−20  |
| 20.    | Saudi-Arabien | 7   | 0 | 2 | 5 | 173:223 | 0−50  |
| 21.    | Katar         | 7   | 2 | 0 | 5 | 172:183 | 0−11  |
| 22.    | Marokko       | 7   | 1 | 0 | 6 | 141:194 | 0−53  |
| 23.    | Chile         | 7   | 1 | 0 | 6 | 179:244 | 0−65  |
| 24.    | Burkina Faso  | 7   | 0 | 0 | 7 | 096:260 | −164  |

- Der erste Platz berechtigt zur Teilnahme an der U-21-Handball-Weltmeisterschaft 2019
- Die Platzierungen ergaben sich nach folgenden Kriterien:
  - Plätze 1 bis 4: Ergebnisse im Finale sowie im Spiel um Platz 3
  - Plätze 5 bis 8 (Verlierer der Viertelfinalpartien): Ergebnisse der Platzierungsspiele um die Plätze 5 bis 8
  - Plätze 9 bis 16 (Verlierer der Achtelfinalpartien): Ergebnisse der Platzierungsspiele um die Plätze 9 bis 16
  - Plätze 17 bis 20: Ergebnisse der Platzierungsspiele des President’s Cup unter den Fünftplatzierten der Vorrunde
  - Plätze 21 bis 24: Ergebnisse der Platzierungsspiele des President’s Cup unter den Sechstplatzierten der Vorrunde

| Weltmeister 2017 · Spanien (Junioren) · erster Titel Aufstellung: Javier González, Chema Márquez, Daniel Dujshebaev, Antonio Bazán, Asier Nieto, José Oliver, Rubén Río, Kauldi Odriozola, Juan Muñoz de la Peña, Santiago López, Francisco Castro, David Fernández, Josep Folqués, Aleix Gómez, Jaime Fernández, Xoan Ledo |